# خانه دهدشتی
خانه دهدشتی ها مربوط به دوره قاجار است و در اصفهان، چهار باغ عباسی، دروازه دولت، خیابان مسجد باب الرحمه کوچه جهان نما، انتهای بن‌بست دهدشتی، پلاک ۱۱۰ واقع شده و این اثر در تاریخ ۲۰ اسفند ۱۳۸۵ با شمارهٔ ثبت ۱۸۱۰۲ به‌عنوان یکی از آثار ملی ایران به ثبت رسیده‌است.

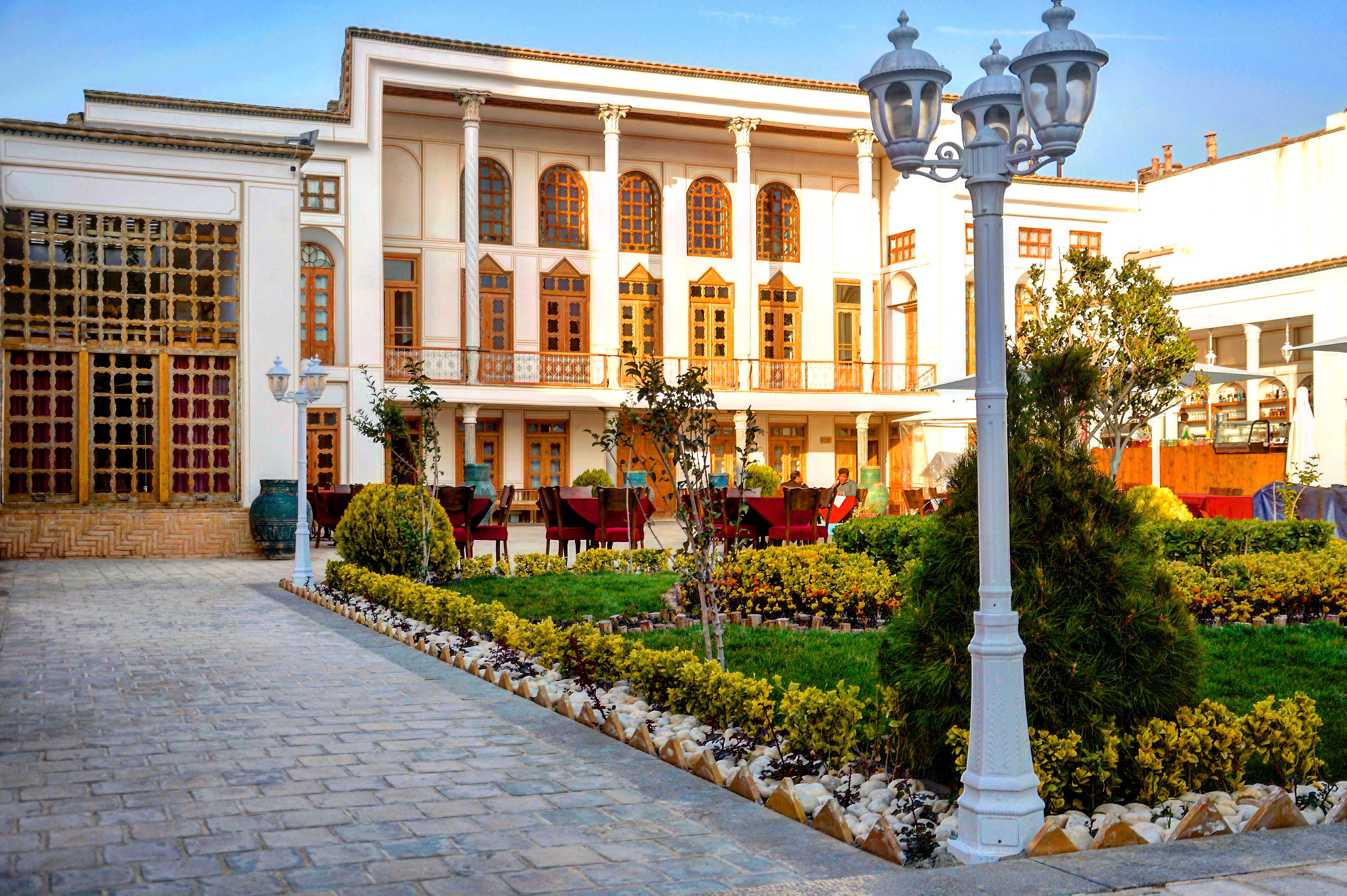

خانه دهدشتی اصفهان در دوارن قاجار ساخته شده است. البته در مورد کاربرد و تاریخ دقیق ساخت این خانه در زمان قاجار اطلاعات چندانی در دست نیست. این خانه که در بخش سنتی و بافت تاریخی اصفهان قرار گرفته، در طول سالیان اخیر بارها مورد مرمت و بازسازی واقع شده است. 2